# Xã China, Michigan
Xã China (tiếng Anh: China Township) là một xã thuộc quận St. Clair, tiểu bang Michigan, Hoa Kỳ. Năm 2010, dân số của xã này là 3.551 người.